# Bernardino Ramazzini

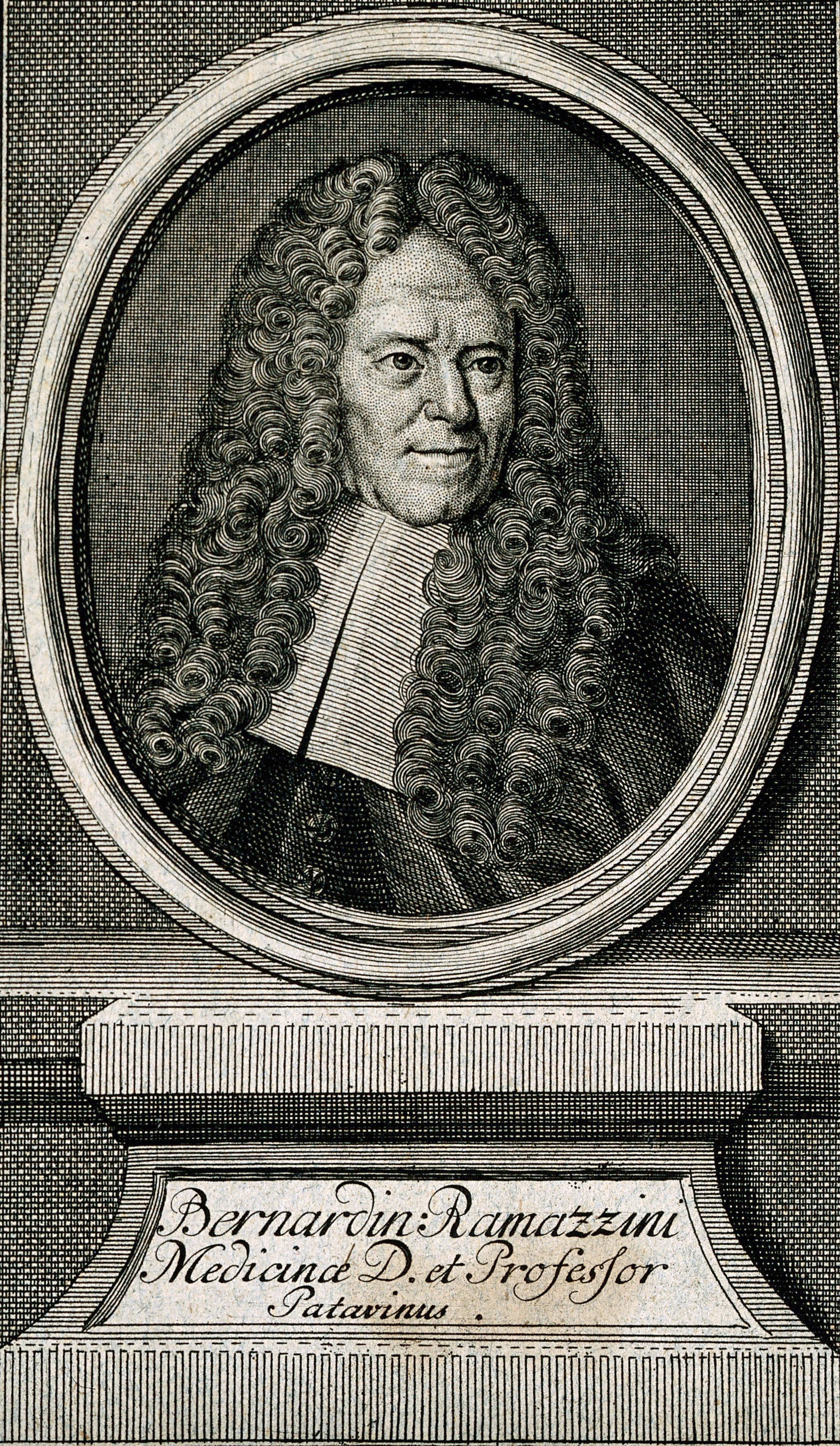
Ramazzini

De morbis artificum diatriba, 1745

Bernardino Ramazzini (Carpi, 4 oktober 1633 - Padua, 5 november 1714) was een Italiaanse arts.
Ramazzini wordt beschouwd als de eerste arbeidsgeneesheer.
De belangrijkste bijdrage van Ramazzini aan de geneeskunde was zijn werk over beroepsmatige aandoeningen, getiteld De Morbis Artificum Diatriba. Dit handelde over de gezondheidsrisico's van chemicaliën, stof, metalen en andere agentia gebruikt door arbeiders in 52 beroepen.
Ramazzini was ook een vroeg voorstander van het gebruik van kinabast (waarvan kinine is afgeleid) voor de behandeling van malaria.